# Batalla de Bezzecca

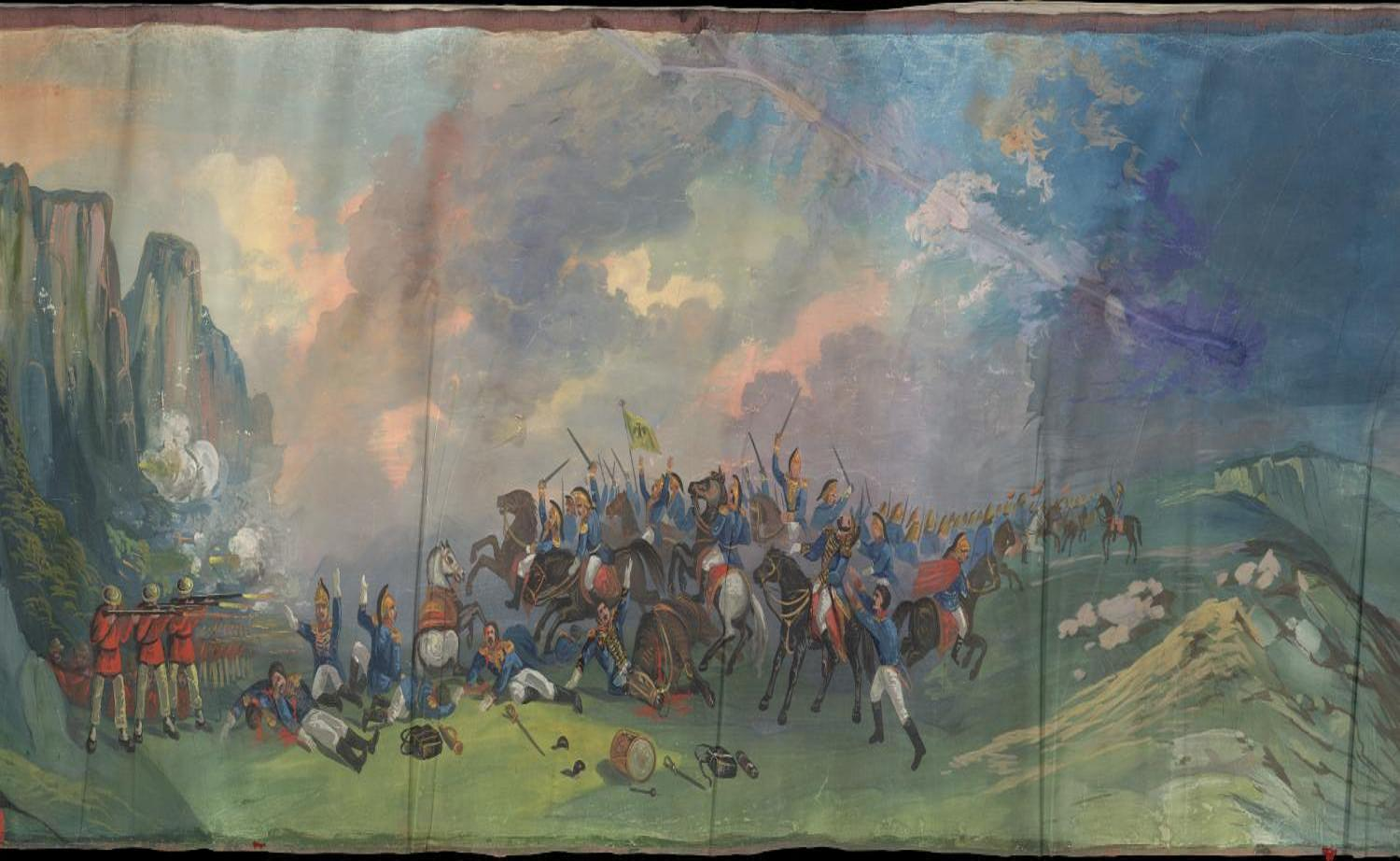
Ataque de los austriacos.

La Batalla de Bezzecca se libró el 21 de julio de 1866 entre Italia y Austria, en el curso de la Tercera Guerra de la Independencia Italiana. La fuerza italiana, los Cazadores de los Alpes, eran dirigidos por Giuseppe Garibaldi y habían invadido Trentino como parte de la ofensiva general italiana contra las fuerzas austríacas que ocupaban el noreste de Italia, después del decisiva victoria prusiana en la Batalla de Königgrätz, que había llevado a Austria a mover parte de sus tropas hacia Viena.
Los austriacos, comandados por el mayor general Franz Freiherr von Kuhn, atacaron y ocuparon la ciudad de Bezzecca. Los italianos descoordinadamente intentaron recuperar la ciudad perdida. Garibaldi mismo, moviéndose en el campo de batalla en un carruaje debido a una herida en un enfrentamiento anterior, estuvo en peligro de ser capturado. La artillería italiana tomó una colina cerca de la ciudad, y un asalto de la infantería italiana provocó que los austríacos se retiraran a sus emplazamientos en las montañas circundantes, marcando así una victoria italiana que costó muchas bajas.
Mientras Garibaldi se preparaba para continuar la invasión hacia Garda para tomar los fuertes de Lardaro, el 9 de agosto recibió el mensaje del armisticio entre Italia y Austria y la orden del general La Marmora, comandante en jefe del ejército piamontés, para abandonar Trentino. En esa ocasión, en la plaza de Bezzecca, Giuseppe Garibaldi respondió con el famoso telegrama, con una sola palabra: "¡Obbedisco!" ("¡Obedezco!").